# Playdate (Album)
Playdate ist ein Jazzalbum von Geoffrey Keezer & Friends. Die am 30. Juni 2021 und am 9. März 2022 in The Bunker Studio, Brooklyn, entstandenen Aufnahmen erschienen am 12. August 2022 auf Keezers Label MarKeez.

## Hintergrund
Deer Pianist Geoffrey Keezer spielte das Album im Kleingruppen-Format ein; mit dem Hammond B-3-Spieler Shedrick Mitchell, Saxophonist Ron Blake, Bassist Richie Goods und Schlagzeuger Kendrick Scott. Hinzu kamen ein 18-köpfiges Streichorchester und weitere Gastmusiker wie die Gitarristen Nir Felder und Aayushi Karnik, letzterer Keezers Student an der Juilliard School. Shendrick Mitchell steuerte zwei Kompositionen bei; des Weiteren schrieb Keezer ein Arrangement von „Tomorrow (A Better You, Better Me)“, einem Funk-Hit von Brothers Johnson aus Quincy Jones’ Album Back on the Block (1989).
„Refuge“, das das Album eröffnet, enthält thematisches Material aus einem Klavierkonzert, das Keezer im Jahr 2000 für das Symphonieorchester in seiner Heimatstadt Eau Claire, Wisconsin, komponierte. Zu diesem Orchester gehörten seine Mutter Ellen, eine professionelle Waldhornistin, und sein Vater Ronald, ein ehemaliger Schlagzeugstudent bei Alan Dawson in Berklee. Außerdem wurde er von den Streicher-Arrangements inspiriert, die Alice Coltrane für das John-Coltrane-Album Infinity (1972) geschrieben hat.
Keezer, der mit seiner Frau ein vierjähriges Kind hat, hat in einem Interview zu Playdate, das Ted Panken von Down Beat mit ihm führte, an die COVID-19-Pandemie Epidemie erinnert. Damals musste das Zusammentreffen von Kindern zum Spielen genau geplant werden. „Das ist immer noch so. Deshalb habe ich beschlossen, dieses [Album] Playdatezu nennen, weil es wirklich darum geht, sich mit Freunden zu treffen und Musik zu machen, wie Kinder auf einem Spielplatz oder im Sandkasten.“ Wir befänden uns zwar in einer Zeit, in der viele Künstler soziale Kommentare abgeben und versuchen, das Bewusstsein für Diskriminierung aufgrund Herkunft und Geschlecht zu schärfen. Aber darum gehe es bei dem Album nicht. „Das ist rein musikalische Weltflucht.“

## Titelliste
- Geoffrey Keezer & Friends: Playdate (MarKeez)

1. Refuge 8:26
2. I.L.Y.B.D. 6:24
3. Her Look, Her Touch (Shedrick Mitchell) 5:52
4. Tomorrow (George Johnson, Louis Johnson, Siedah Garrett) 8:03
5. Bebah (Shedrick Mitchell) 8:54
6. M’s Bedtime Blues 5:17

Wenn nicht anders vermerkt, stammen die Kompositionen von Geoffrey Keezer.

## Weitere Besetzung
Aayushi Karnik – Gitarre („Refuge“, „M’s Bedtime Blues“), Nir Felder – Gitarre („Tomorrow“), Munyungo Jackson – Schlagzeug („Refuge“, „Tomorrow“), Orchester auf „Refuge“ und „Bebah“: Violinen: Lady Jess (Leitung der Saiteninstrumente, Auftragnehmer), Sara Caswell, Claire Chan, JD Hunter, Hajnal Pivnick, Curtis Stewart, Tiffany Weiss, Orlando Wells; Bratschen: Tia Allen, Andrew Griffin, Celia Hatton, Trevor New; Violoncelli: Maria Jeffers, Sasha Ono, Zsaz Rutkowski; Kontrabässe: Chris Johnson, Hannah Marks; Harfe: Elizabeth Steiner; Waldhorn: Rachel Drehmann.

## Rezeption und Auszeichnungen

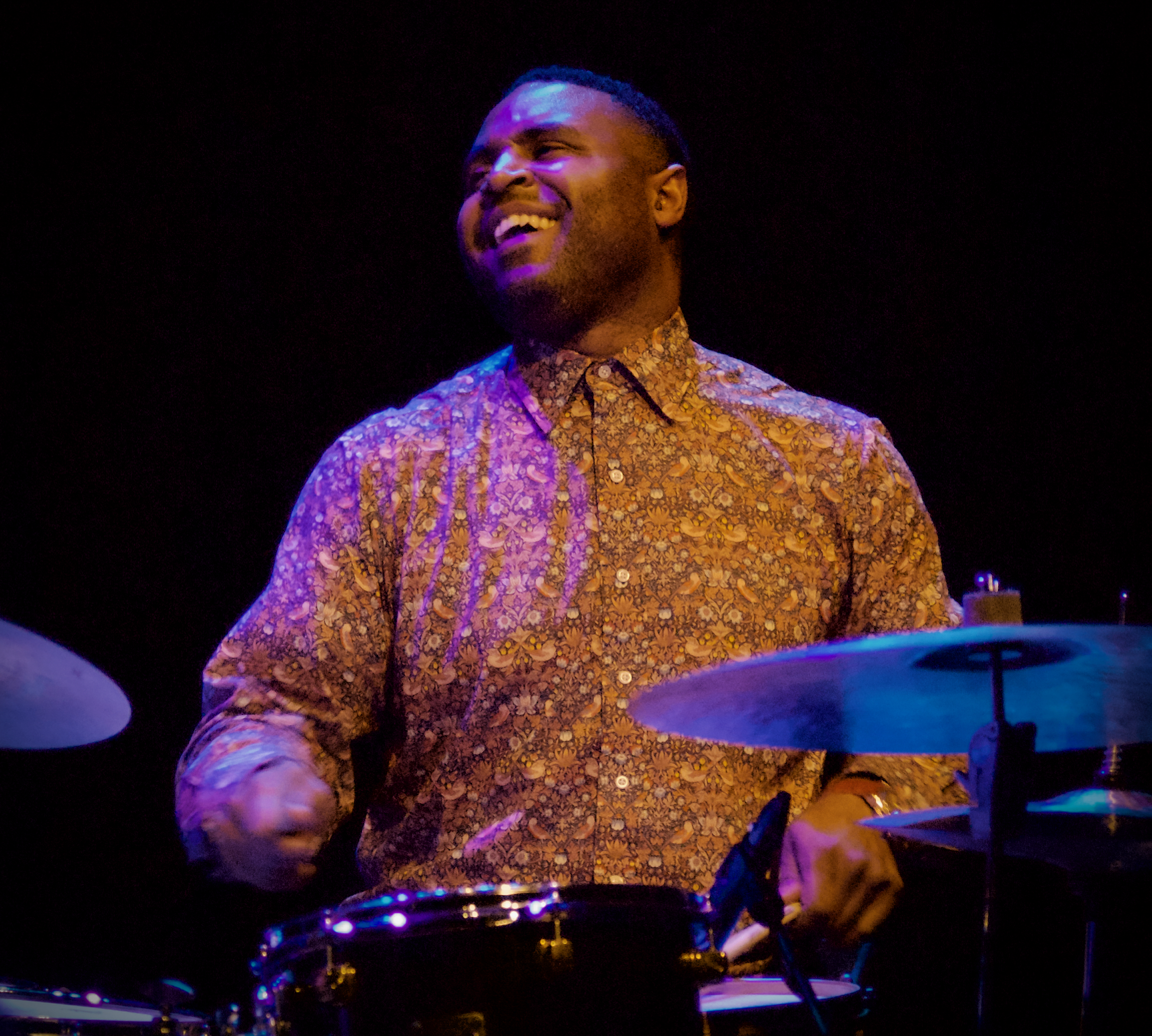
Kendrick Scott (2014)

Geoffrey Keezer habe in den Pressematerialien betont, dass er das Album Playdate produzieren wollte, um seine Vielseitigkeit zu unterstreichen. Tatsächlich komme er damit sofort zur Sache, meint Jeff Tamarkin in JazzTimes. Ein Rauschen der Streicher, ein Hauch von Harfe, und erst dann komme die Kerngruppe zum Einsatz; auf diese Weise erlange er Aufmerksamkeit. Kendrick Scotts intuitiv scharfes Schlagzeugspiel, Richie Goods‘ Bassarbeit und Munyungo Jacksons Percussion würden die Besetzung mit Groove in Hülle und Fülle abrunden. Keezer sei die ganze Zeit seiner bisherigen Karriere über sehr produktiv gewesen, aber Playdate sei als definitives Statement gestaltet und erweise sich auch als solches.
Ted Panken hob im Down Beat hervor, dass Playdate von der Zusammenarbeit der beteiligten Musiker profitiere: Schlagzeuger Kendrick Scott, ein Newcomer in Keezers musikalischer Umlaufbahn, würde Grooves mit Elan, Dynamik und Feuer schaffen. Auf allen sechs Stücken füge sich Keezer in das Ensemble ein und breche dann mit den charakteristisch kreativen, technisch atemberaubenden Improvisationen sui generis aus, die ihm seit 1989 eine internationale Fangemeinde über 22 vielfältig konfigurierte, konzeptionell vielseitige Alben eingebracht haben. Der neue Gitarrist Aayushi Karnik würde mit der düsteren Atmosphäre von „Refuge“ verschmelzen, einer eindringlichen Melodie, die von „Wayne Shorter-trifft-Rachmaninoff-Harmonien“ getragen werde, ergänzt durch das Streichorchester und die französische Hornistin Rachel Drehmann.
Eine der wichtigsten Stimmen an der Westküste der USA sei der Pianist Geoffrey Keezer, der seinen Lebensunterhalt als Pianist für eine Vielzahl von Sängern und als Sideman für Hardbopper von Benny Golson bis Christian McBride verdient hat, schrieb George W. Harris (Jazz Weekly). Hier zeige er seine Fähigkeiten im Arrangieren und Komponieren im Team mit einer Kerngruppe und einigen Cameo-Gästen. „Refuge“ sei eine wundersame Klangreise, während „M’s Medtime Blues“ wie ein Shuffle klinge, bei dem Blake seinen inneren „Lockjaw“ Davis anzapfe. Gitarrist Nir Felder rocke hart auf „Tomorrow“ und Keezer bringt einige schöne Streicherklänge für ein herrlich melancholisches „Bebah“ ein. Die große Bandbreite der Melodien spiegle die Fähigkeit von Keezer wider, jede Art von Session als Gewinner hervorgehen zu lassen, so wie diese.
Geoffrey Keezer erhielt für „Refuge“ 2023 den Grammy in der Kategorie beste Instrumentalkomposition. George Harris (Jazz Weekly) würdigte das Stück als „ehrgeizig und vielstimmig“ und zugleich „eine wundersame Reise der Klänge“.